# 下川町
下川町（日语：／ Shimokawa chō */?）是位於日本北海道上川綜合振興局北部的一個町，地處天鹽川支流名寄川的上游，境內大部分區域被北見山地覆蓋。當地以「森林與人相互輝映的城鎮」作為標語。町內設有滑雪跳躍場，並培養出多位滑雪跳躍選手。在2006年冬季奧林匹克運動會的日本滑雪跳躍代表中，就有四位選手出身自下川町。
2000年代以後，下川町以「實現永續發展的地區」為口號，致力於活用生物質在內的森林資源，提高能源自給率和小型城鎮化等。 2017年在以聯合國宣導的可持續發展目標的「日本SDGs獎」第一屆上獲獎。
名稱源自阿伊努語的「pan-ke-nup-ka-nam-pet」，意思是「原野上冰冷的河川下游附近」。

## 歷史
- 1901年：來自岐阜縣郡上郡高鷲村（現已併入郡上市）的25戶開拓團集體移民至此地進行開墾。
- 1924年1月1日：下川村從名寄町（現在的名寄市）中分割獨立設置。[4]
- 1949年12月1日：下川村改制為下川町。

## 人口
下川町曾經因農業、林業和採礦業而繁榮，人口在1960年達到頂峰。隨著礦場關閉等產業結構的變化，人口逐漸減少。目前人口已不足高峰的四分之一。近年來當地積極推動移民。

## 行政

### 町長
- 第1任：末武次郎吉
- 第2~4任：宮地誠次
- 第5任：村上貞次郎
- 第6~9任：川原　滿
- 第10~13任：原田四郎
- 第14~17任：安齋　保

## 產業
過去曾經因為有礦業而一度繁榮，礦山包括三菱系銅礦和三井系金礦，人口最多曾經達到15,555人，但在停止開採之後人口便不斷流失。目前當地以酪農業、農業為主，特產為番茄汁。

## 交通

### 機場
- 旭川機場（位於東神樂町）
- 紋別機場（位於紋別市）

### 鐵路
- 過去曾有名寄本線通過，但現已停駛。
- 目前距離最近的車站是北海道旅客鐵道宗谷本線名寄車站

### 道路
| 國道 - 國道239號 主要道道 - 北海道道60號下川雄武線 - 北海道道101號下川愛別線 | 道道 - 北海道道206號下川風連線 - 北海道道330號下川停車場線 - 北海道道354號下川停車場線 - 北海道道758號風連線 |

## 觀光景點

### 景點
- 迷你萬里長城
- 五味温泉

### 祭典
- 萬里長城節
- 冰蠟燭博物館

## 教育

### 高等學校
- 道立北海道下川商業高等學校（页面存档备份，存于）

### 中學校
- 下川町立下川中學校

### 小學校
- 下川町立下川小學校

## 姊妹市・友好都市

### 海外
- 肯諾拉（加拿大 安大略省）：於2001年2月16日締結友好都市。

## 本地出身的名人
- 岡部孝信：滑雪跳躍選手
- 葛西紀明：滑雪跳躍選手
- 伊東大貴：滑雪跳躍選手
- 伊藤謙司郎：滑雪跳躍選手
- 安念山治：前相撲力士

## 外部連結
- （日語）下川觀光協會（页面存档备份，存于）